# 全碳气凝胶
全碳氣凝膠（英語：Aerographite，暫名）是一種人造發泡物質，微觀上是一個由碳組成的多孔而具互連的網絡的管狀物。全碳氣凝膠的密度為180 g/m3 (0.00112 lbs/ft3)，是人類創造過的其中一種最輕的結構材料。它是由德國的兩所大學——基爾大學和漢堡－哈爾堡工業大學聯合開發的，於2012年六月首次被公開在科學雜誌上。

## 結構和特性
全碳氣凝膠是一種黑色、不需依靠支撐物而豎立的物質，能被塑造成多變的形狀，可大至數立方厘米。它是由具無縫、互連的碳管狀物所組成，其管狀物的直徑約為微米大小，牆壁為15奈米。基於其相對較小的彎曲度和相對較大的牆壁厚度，且外壁為石墨烯狀，使其和玻璃碳在性質上約有差異。全透氣凝膠的管壁會斷開有皺褶，令它具有彈性的特質。
藉電子能量損失譜和電導率作測量，可確認全碳氣凝膠中的碳鍵具有sp2混成的性質。
當外力擠壓，全碳氣凝膠的電導率會上升，和它的密度作比較，電導率由~0.2 S/m(0.18 mg/cm3時)上升互0.8 S/m(0.2 mg/cm3時)，及至37 S/m(50 mg/cm3時)。 因此，當被壓縮得愈緊密，導電性能便愈高。
基於全碳氣凝膠的管狀、互連的網絡的結構，全碳氣凝膠比其他炭制人造發泡物質（如矽膠氣凝膠）更能抵抗拉力。全碳氣凝膠可以維持很大的彈性變形 ，並有很低的泊松比。一個三毫米高的全碳氣凝膠被壓至十分一毫米後，可以完全恢復至三毫米。全碳氣凝膠的極限抗拉強度視乎材料密度。全碳氣凝膠的極限抗拉強度大約是160 kPa(8.5 mg/cm3時）与1 kPa（0.18 mg/cm3時），相比下，最堅固的矽膠氣凝膠的極限抗拉強度為16 kPa（100 mg/cm3時）。在張力下，楊氏模數大約是15 kPa(0.2 mg/cm3），但在壓力下會低得多，楊氏模數會由1kPa(0.2 mg/cm3) 上升至7 kPa(15 mg/cm3)。作者所提供的密度是是基於質量的測量，和為了實驗也適用於其他結構的人造發泡物質的外在體積的測定。
全碳氣凝膠是超疏水性的，所以當它是數厘米大小時會抗拒水。另外，全碳氣凝膠對靜電效應比較敏感，會自發地被帶電物件吸引。

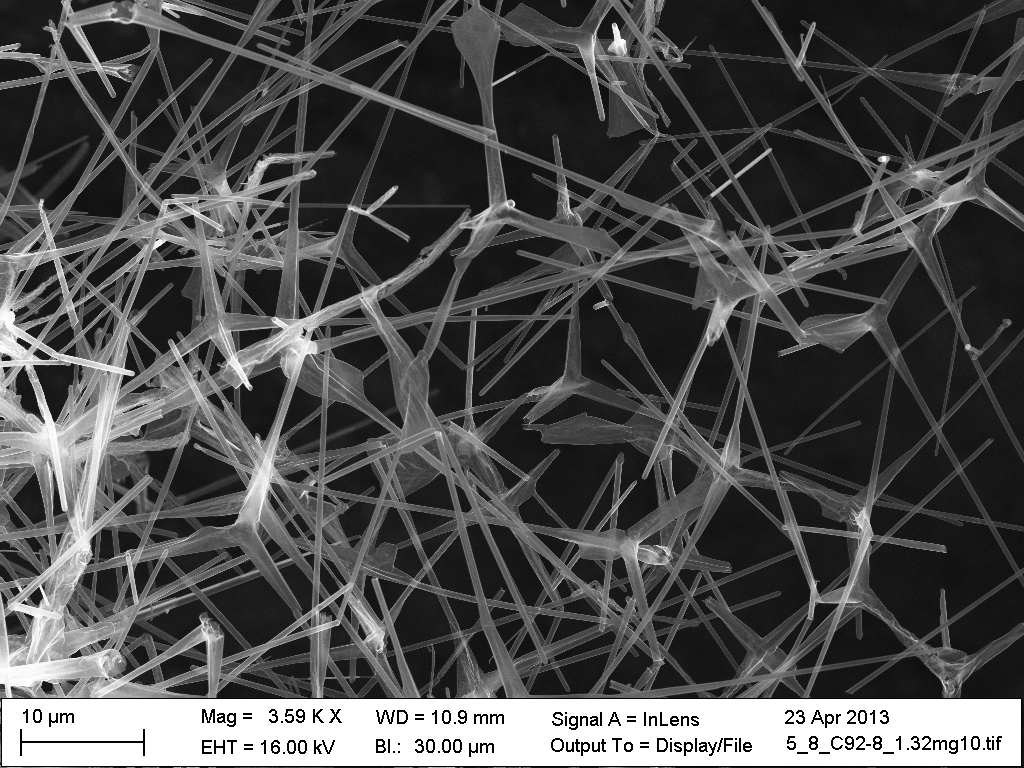
一個具「緊閉的石墨外殼」的變異全碳氣凝膠的內在結構樣本(電子掃描圖像来自基爾大學和漢堡－哈爾堡工業大學)

## 更多
- 金属微晶格
- 氣凝膠

## 來源
1. 1 2 3  Mecklenburg, Matthias; Schuchardt, Arnim; Mishra, Yogendra Kumar; Kaps, Sören; Adelung, Rainer; Lotnyk, Andriy; Kienle, Lorenz; Schulte, Karl. . Advanced Materials. 2012, 24 (26): 3486–90. PMID 22688858. doi:10.1002/adma.201200491.